# Nelsonia neotomodon
Nelsonia neotomodon es una especie de roedor de la familia Cricetidae.

## Distribución geográfica
Se encuentra solo en México.